# Дио, Антонио Ди
Антонио Ди Дио (итал. Antonio Di Dio; 17 марта 1922 — 13 февраля 1944) — итальянский офицер, участник Движения Сопротивления во время Второй мировой войны. Кавалер высшей награды Италии за подвиг на поле боя — золотой медали «За воинскую доблесть» (1944, посмертно).

## Биография
Родился 17 марта 1922 года в городе Палермо региона Сицилия, Королевство Италия.
Проходил обучение в военной школе в Парме. 8 сентября 1943 года, вскоре после того, как правительство Бадольо объявило нейтралитет Италии во Второй мировой войне, младший лейтенант Антонио Ди Дио был арестован за сопротивление немецким войскам и помещён в тюрьму Читтаделла. Однако через три дня ему удалось бежать и присоединиться к партизанскому отряду Филиппо Бельтрами, который действовал в районе долины Оссола в провинции Вербано-Кузьо-Оссола. Воевал вместе со своим братом Альфредо Ди Дио.
Погиб в бою 13 февраля 1944 года в Меголо (около Пьеве-Вергонте в провинции Вербано-Кузьо-Оссола). Посмертно награждён золотой медалью «За воинскую доблесть».
Из представления к награде:

Partigiano di indomito valore, già distintosi per ardimento ed audacia in numerosi combattimenti, attaccato da preponderanti forze nazifasciste rifiutava l’ordine di sganciarsi dall’accerchiamento e resisteva sul posto animando e spronando i compagni alla resistenza ad oltranza. Accortosi che il suo comandante, rimasto ferito, era stato accerchiato, accorreva vicino a lui per evitare che venisse sopraffatto dal nemico e con sublime spirito di sacrificio e di abnegazione cercava di metterlo in salvo. Cadeva colpito da una raffica di mitraglia che troncava la sua eroica esistenza offerta in olocausto alla redenzione della Patria.
Megolo, 13 febbraio 1944.

## Награды
- Золотая медаль «За воинскую доблесть» (1944, посмертно)

## Память
В 1946 году Пармский университет удостоил его почётной степени.